# Mai Văn Hòa
Mai Van Hoa (* 1. Juni 1927 in Hanoi; † 14. Mai 1971 in Saigon) war ein südvietnamesischer Tischtennisspieler, der mehrmals die Asienmeisterschaft gewann.

## Werdegang
Von 1950 bis 1959 wurde Mai Van Hoa siebenmal für Weltmeisterschaften nominiert. Hierbei war sein größter Erfolg der Gewinn der Bronzemedaille 1959 mit der südvietnamesischen Mannschaft. 1953 und 1954 wurde er Asienmeister im Einzel. Im Doppel holte er 1953 und 1957 mit Tran Canh Duoc den Titel, 1954 wurde das Duo Zweiter. Mit der Mannschaft wurde er 1953 Asien-Vizemeister, 1957 Meister. Bei den Asienspielen siegte er 1958 im Doppel mit Tran Canh Duoc und mit dem Team.
In der ITTF-Weltrangliste wurde Mai Van Hoa im Herbst 1957 auf Platz acht geführt. Sein letzter bekannter Auftritt war ein Turnier im September 1962 in Australien. Danach trat er international nicht mehr in Erscheinung.

## Turnierergebnisse
| Verband | Veranstaltung           | Jahr | Ort       | Land | Einzel    | Doppel     | Mixed        | Team |
| ------- | ----------------------- | ---- | --------- | ---- | --------- | ---------- | ------------ | ---- |
| VIE R.  | Asienmeisterschaft TTFA | 1957 | Manila    | PHI  |           | Gold       |              | 1    |
| VIE R.  | Asienmeisterschaft TTFA | 1954 | Singapur  | SIN  | Gold      | Silber     |              |      |
| VIE R.  | Asienmeisterschaft TTFA | 1953 | Tokio     | JPN  | Gold      | Gold       |              | 2    |
| VIE R.  | Asienspiele             | 1958 | Tokio     | JPN  |           | Gold       |              | 1    |
| VIE R.  | Weltmeisterschaft       | 1959 | Dortmund  | FRG  | letzte 16 | letzte 128 | keine Teiln. | 3    |
| VIE R.  | Weltmeisterschaft       | 1957 | Stockholm | SWE  | letzte 32 | letzte 64  | Scratched    | 5    |
| VIE R.  | Weltmeisterschaft       | 1956 | Tokio     | JPN  | letzte 32 | letzte 64  | keine Teiln. | 7    |
| VIE R.  | Weltmeisterschaft       | 1955 | Utrecht   | NED  | letzte 64 | letzte 128 | keine Teiln. | 9    |
| VIE R.  | Weltmeisterschaft       | 1952 | Bombay    | IND  | letzte 16 | letzte 32  | keine Teiln. | 5    |
| VIE R.  | Weltmeisterschaft       | 1951 | Wien      | AUT  | letzte 64 | letzte 16  | keine Teiln. | 7    |
| FRA     | Weltmeisterschaft       | 1950 | Budapest  | HUN  | letzte 64 | letzte 32  | keine Teiln. |      |